# Kepler-413b
Kepler-413b — екзопланета-газовий гігант, що обертається навколо бінарної зоряної системи: помаранчевого карлика Kepler-413 A і червоного карлика Kepler-413 B, яка знаходиться на відстані 2300 світлових років від Сонця в сузір'ї Лебедя. По розмірах і масі відкрита екзопланета порівнянна з Нептуном: радіус приблизно дорівнює 24000 км, а маса в 25 разів перевищує земну. Планета знаходиться досить близько до зірок, повний оберт вона робить всього за 66 земних діб.
Площина обертання Kepler-413b не постійна, вона відхиляється від площини, в якій обертається бінарна зоряна система на 2,5 градуса. Факт ще більш неймовірний — період таких коливань складає всього 11 років. Крім того, кут нахилу осі екзопланети щодо площини її орбіти коливається в діапазоні 30 градусів з ідентичним періодом — 11 років. Для порівняння — нахил осі обертання Землі коливається лише в межах від 22 до 24,5 градусів з періодом в 26 000 років. Kepler-413b можна уявити у вигляді дзиґи, яка ось-ось впаде: планета точно так гойдається з боку в бік.
Як і більшість екзопланет Kepler-413b був виявлений транзитним методом — під час перекривання частини світла зірки при проходженні транзитом в одній площині з спостерігачем (з телескопом Кеплер в даному випадку). Як пояснив доктор Веселін Костов з НАСА: «Аналізуючи дані телескопа Kepler за більш, ніж 4 роки, ми побачили появу планети за перші 180 днів — по одному за кожні 66 днів — а потім вона не з'являлася 800 днів взагалі. Після цього ми побачили ще 5 її появ поспіль. Це і наштовхнуло нас на думку про „хиткість“ осі планети».
Мабуть, погода на планеті Kepler-413b дуже нестабільна, кліматичні умови тут змінюються дуже швидко і непередбачувано. Практично всі відкриті планети характеризується приблизно однаковими кліматичними умовами: екватор — найтепліші широти, оскільки на них потрапляє найбільша кількість світла зірки, помірні широти — менш теплі, тому світла тут небагато менше, а полярні, відповідно, — найхолодніші широти на будь-якій планеті. У той час як на Kepler-413b через постійні зміни кута осі і площини обертання максимальна кількість світла зірки потрапляють на різні ділянки поверхні в залежності від поточного положення екзопланети. Такі температурні резонанси на поверхні будуть породжувати дуже сильні сезонні вітри, які будуть настільки ж швидко і непередбачувано змінювати напрямок.